# Ферпікло
Ферпікло (фр. Ferpicloz) — громада  в Швейцарії в кантоні Фрібур, округ Сарін.

## Географія
Громада розташована на відстані близько 31 км на південний захід від Берна, 6 км на південь від Фрібура.
Ферпікло має площу 1 км², з яких на 15,7% дозволяється будівництво (житлове та будівництво доріг), 69,6% використовуються в сільськогосподарських цілях, 14,7% зайнято лісами, 0% не є продуктивними (річки, льодовики або гори).

## Демографія
2019 року в громаді мешкало 266 осіб (+1,9% порівняно з 2010 роком), іноземців було 16,9%. Густота населення становила 261 осіб/км².
За віковим діапазоном населення розподілялося таким чином: 23,3% — особи молодші 20 років, 59,8% — особи у віці 20—64 років, 16,9% — особи у віці 65 років та старші. Було 99 помешкань (у середньому 2,7 особи в помешканні).
Із загальної кількості 128 працюючих 12 було зайнятих в первинному секторі, 47 — в обробній промисловості, 69 — в галузі послуг.